# Thunderbird 6
Thunderbird 6 is een Britse sciencefiction- en avonturen film uit 1968. Het is de tweede film gebaseerd op Gerry Andersons televisieserie Thunderbirds. De eerste was Thunderbirds are Go, die tot ongeloof van United Artists zo onsuccesvol was dat men met deze tweede film dit wilde herstellen. Zonder succes. De film is in Nederland nooit uitgebracht (alleen in het 16mm verhuurcircuit).

## Verhaal
Tijdens een vergadering van de World Aircraft Corporation maakt Brains, die zich uit veiligheidsoverwegingen meneer X noemt, zijn plan bekend om een modern luchtschip te bouwen. Hij wordt echter vierkant uitgelachen om zijn idee.
Terug op Tracy-eiland maakt Jeff duidelijk dat hij vindt dat International Rescue niet langer genoeg heeft aan vijf hoofdmachines en dat er een Thunderbird 6 moet komen. Brains is, zeker na zijn afgang bij de World Aircraft Corporation, onzeker wat te ontwerpen en vraag om een specificatie. Jeff herinnert hem eraan dat hoewel hij werd uitgelachen, zijn luchtschip genaamd "Skyship One" uiteindelijk toch gebouwd is.
Alan Tracy, Tin-Tin, Lady Penelope en Parker zullen International Rescue vertegenwoordigen tijdens Skyship One’s eerste vlucht. Brains kan niet mee omdat hij moet werken aan de nieuwe Thunderbird 6. Alan heeft een oud dubbeldekkervliegtuig, een Tiger Moth, op de kop getikt omdat hij op een avontuurlijke manier naar de lancering in Engeland wil reizen. Ondanks dat Jeff het haar verbiedt gaat Tin-Tin met hem mee in de Tiger Moth.
Voordat Skyship One kan vertrekken wordt de bemanning vermoord door handlangers van een crimineel genaamd "The Black Phantom". De handlangers, onder leiding van Kapitein Foster nemen de plaats van de bemanning in. Hun plan is om Lady Penelope’s gesprekken op te nemen, en haar woorden om te zetten tot een vals bericht voor International Rescue wat de Thunderbirds recht naar de schuilplaats van de Black Phantom (verrassend lijkend op The Hood) zal leiden. Die heeft de bedoeling om de piloten van Thunderbirds-toestellen uit te schakelen, om de toestellen vervolgens over te nemen. 
Gedurende de reis ontdekt Lady Penelope bij toeval een microfoontje onder haar lamp. Na enig speurwerk ontdekken ze kapitein Foster's plan. Lady Penelope waarschuwt Jeff, die het bevel geeft om de basis van Black Phantom te vernietigen. Zowel Thunderbird 1 en 2 vuren raketten af op de schuilplaats die hiermee vernield wordt en komt "The Black Phantom" met enkele handlangers vermoedelijk om.
Ondertussen confronteert Alan de nep-bemanning in de machinekamer van het schip, wat een schietpartij tot gevolg heeft. Tijdens het vuurgevecht raakt de zwaartekracht-compensator beschadigd waardoor het schip langzaam begint te dalen. Hierdoor botst het schip op een radiotoren van een raketbasis in Dover.
Thunderbirds 1 en 2 arriveren en weten het schip in balans te houden, maar geen van de voertuigen van International Rescue is geschikt om op Skyship One te landen en de inzittenden te redden. Uiteindelijk komt Gordon met het idee om de Tiger Moth waarmee Alan naar Engeland is gereisd te gebruiken. Brains landt met de Tiger Moth op Skyship One. Ondanks dat de bemanning hen met revolvers bedreigt weet iedereen aan boord van de Tiger Moth te komen en weg te vliegen van Skyship One. Er ontstaat wederom een vuurgevecht in de lucht waarbij kapitein Foster en de laatste bemanningsleden omkomen, en Lady Penelope noodgedwongen het stuur van de Tiger Moth overneemt met instructies van Alan. Uiteindelijk weten ze een noodlanding te maken in een weiland. Ondertussen valt Skyship One van de toren en vernietigt de raketbasis.
Terug op Tracy-eiland kondigt Brains de nieuwe Thunderbird 6 aan. Bij de onthulling blijkt deze Thunderbird 6 de Tiger Moth te zijn.

## Stemmen
| Acteur          | Personage                         |
| --------------- | --------------------------------- |
| Sylvia Anderson | Lady Penelope Creighton-Ward      |
| Keith Alexander | John Tracy/Verteller              |
| Peter Dyneley   | Jeff Tracy                        |
| Shane Rimmer    | Scott Tracy                       |
| Jeremy Wilkin   | Virgil Tracy/Hogarth              |
| Matt Zimmerman  | Alan Tracy/Carter                 |
| David Graham    | Gordon Tracy/Brains/Parker        |
| Christine Finn  | Tin-Tin                           |
| Gary Files      | Black Phantom/Captain Foster/Lane |
| Geoffrey Keen   | James Glenn                       |

## Achtergrond
- Toen de film werd gemaakt had Gerry Anderson zijn techniek voor supermarionation inmiddels verbeterd zodat de hoofden van de marionetten niet meer zo groot waren. Desondanks besloot hij voor de film toch terug te stappen naar de oude stijl om de film goed aan te laten sluiten bij de Thunderbirds serie. Wel zijn er op de achtergrond een aantal van de nieuwere marionetten met kleine hoofden te zien.
- De schurk "Black Phantom" lijkt sprekend op de Hood, de vaste vijand van de Thunderbirds die om leek te komen tijdens de vorige film. Hij spreekt echter met een andere stem, omdat Ray Barrett, de vaste stemacteur van The Hood in de serie, niet aan de film meewerkte. Of het dus één en dezelfde persoon is blijft onduidelijk.
- In de film is het Empire State Building in New York te zien, terwijl dit gebouw in de aflevering Terror in New York City werd vernietigd. Dit kwam door een ongeluk tijdens het verplaatsen van de Empire State Building.
- Het blijft een mysterie waarom Jeff Tracy per se een Thunderbird 6 wilde, aangezien hij in de hele film geen specifieke reden geeft. Hij beweert enkel dat vijf machines niet langer genoeg zijn.
- Zonder dat er in de film wat over wordt gezegd aan het eind, wordt de FAB1 van Lady Penelope meevernietigd samen met de SkyShip 1. Deze is immers in de film gebruikt voor tussentijdse uitstapjes in de landen waar SkyShip 1 geland is, en het eind doet suggereren dat de FAB1 aan boord moet zijn.